# Anca Luchian
Anca Luchian (10 de octubre de 1990) es una deportista rumana que compitió en remo. Ganó una medalla de bronce en el Campeonato Europeo de Remo de 2009, en la prueba de cuatro scull.

## Palmarés internacional
| Campeonato Europeo | Campeonato Europeo  | Campeonato Europeo | Campeonato Europeo |
| Año                | Lugar               | Medalla            | Prueba             |
| ------------------ | ------------------- | ------------------ | ------------------ |
| 2009               | Brest (Bielorrusia) | Medalla de bronce  | Cuatro scull       |